# Прилуцька Ольга Валеріївна
Прилуцька Ольга Валеріївна (нар. 5 листопада 1992) — українська біатлоністка, лижниця. Майстер спорту України.

## Біографія
Прилуцька Ольга Валеріївна народилася 5 листопада 1992 року в с.Підставки Золотоніського р-ну Черкаської обл. Народилася Ольга зі стовідсотковим зором, але згодом у неї виявили спадкове захворювання сітківки. Вона була змушена навчатися за індивідуальною програмою, а у 13 років перейшла до Київської спецшколи-інтернату для сліпих дітей. В інтернаті вона почала тренування і через рік була у резерві паралімпійської збірної.

## Спортивна кар'єра
Дебют на міжнародній арені відбувся у грудні 2011 року, коли спортсменка взяла участь у змаганнях у складі паралімпійської збірної команди України.
Ольга виборола «срібло» у естафетній гонці з лижних перегонів (відкритий клас) на Чемпіонаті світу МПК 2013 року у м. Солефті (Швеція). Також вона є бронзовою призеркою фіналу Кубку світу 2013 року.